# JetZero
 (juillet 2025).
JetZero est une start-up basée à Long Beach en Californie, spécialisée dans le domaine de l'aérospatial.

## Présentation
L'entreprise est spécialisée dans la conception d'avion à fuselages intégrés, permettant notamment une optimisation de la consommation d'énergie. Alaska Airlines, Delta Air Lines et United Airlines ont annoncé leur intention d'investir dans JetZero.

## Programmes

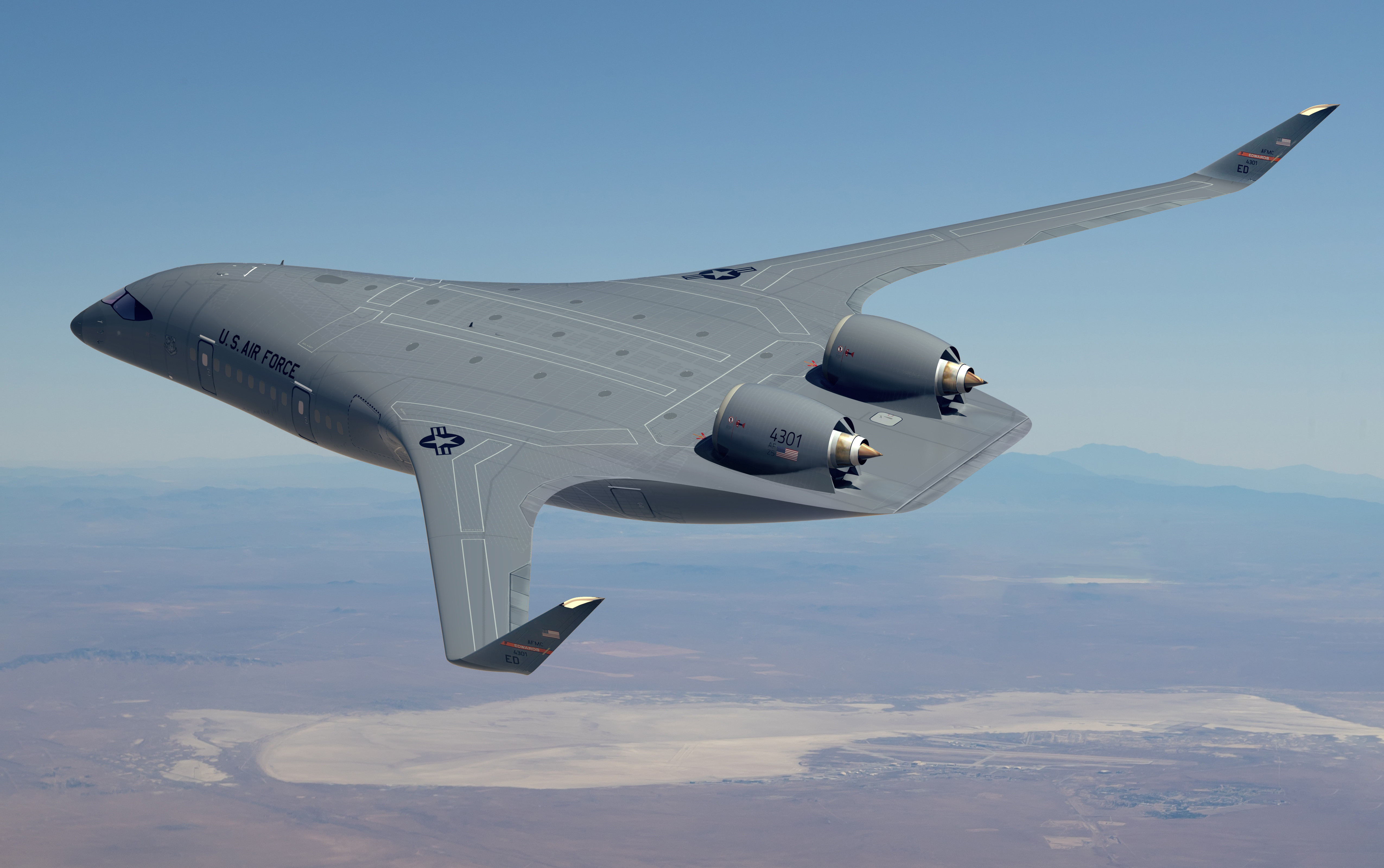
Prototype d’avion à fuselage intégré (blended wing body)

Le Pathfinder;
Le Z4;